# بلديات ولاية المنيعة
قائمة البلديات في ولاية المنيعة حسب توزيعها على الدوائر مع الرمز البريدي وتعداد السكان.

## البلديات
| الرمز البريدي | اسم البلدية    | عدد السكان |
| ------------- | -------------- | ---------- |
|               | دائرة المنيعة  | 57,996     |
|               | المنيعة        | 40,195     |
|               | حاسي القارة    | 17,801     |
|               | دائرة المنصورة | 6,491      |
|               | المنصورة       | 2,840      |
|               | حاسي الفحل     | 3,651      |
| المجموع       | ولاية المنيعة  | 64,487     |

### مواضيع ذات صلة
- وزارة الداخلية الجزائرية
- ولاية المنيعة
- دوائر ولاية المنيعة
- قائمة بلديات الجزائر
- دوائر الجزائر
- دوائر ولاية بجاية
- دوائر ولاية البويرة
- دوائر ولاية تيزي وزو
- دوائر ولاية برج بوعريريج
- دوائر ولاية بومرداس

### وصلات خارجية
- الموقع الرسمي لوزارة الداخلية الجزائرية